# Kabinett Koiso
Das Kabinett Koiso (jap. 小磯内閣, Koiso naikaku) regierte das Kaiserreich Japan im Zweiten Weltkrieg unter Führung von Premierminister Koiso Kuniaki vom 22. Juli 1944 bis 7. April 1945.
Koiso, ehemaliger General des Heeres und vorher Generalgouverneur von Korea (Chōsen sōtoku), wurde nach dem Rücktritt von Tōjō Hideki ernannt. Nach den strategisch bereits entscheidenden Niederlagen im Krieg versuchte das Kaiserreich in Koisos Regierungszeit, den Alliierten etwa bei Landungsversuchen in besetzten Gebieten (Philippinen) oder den Kolonien (Taiwan; geplant, aber letztlich zugunsten von Okinawa übersprungen) schwere taktische Niederlagen beizubringen, um so noch zu einem verhandelten, „akzeptablen“ Friedensschluss ohne bedingungslose Kapitulation zu kommen. Nachdem der Krieg mit den schwer umkämpften, aber erfolgreichen US-Landungen in Iwo Jima und Okinawa ohne entscheidende Wende das japanische Mutterland erreicht hatte, trat das Kabinett Koiso zurück.
| Amt                                       | Name                                               | Kammer (Wahlkreis)           | Fraktion                   |
| ----------------------------------------- | -------------------------------------------------- | ---------------------------- | -------------------------- |
| Premierminister                           | Koiso Kuniaki                                      | –                            | –                          |
| Außenminister Großostasienminister        | Shigemitsu Mamoru                                  | –                            |                            |
| Innenminister                             | Ōdachi Shigeo                                      | –                            | –                          |
| Finanzminister                            | Ishiwata Sōtarō bis 21. Februar 1945               | Herrenhaus (durch Ernennung) | Yokusan seijikai/Kenkyūkai |
| Finanzminister                            | Tsushima Juichi bis 7. April 1945                  |                              |                            |
| Heeresminister                            | Sugiyama Hajime                                    | –                            | –                          |
| Marineminister                            | Yonai Mitsumasa                                    | –                            | –                          |
| Justizminister                            | Matsuzaka Hiromasa                                 | –                            | –                          |
| Kultusminister                            | Ninomiya Harushige bis 26. Januar 1945             | –                            | –                          |
| Kultusminister                            | Kodama Hideo bis 7. April 1945                     | Herrenhaus                   | Yokusan seijikai/Kenkyūkai |
| Minister für Landwirtschaft und Industrie | Shimada Toshio                                     | Abgeordnetenhaus (Shimane 2) | Yokusan seijikai           |
| Munitionsminister                         | Fujihara Ginjirō bis 19. Dezember 1944             | Herrenhaus                   |                            |
| Munitionsminister                         | Yoshida Shigeru bis 7. April 1945                  | Herrenhaus                   |                            |
| Minister für Transport und Kommunikation  | Maeda Yonezō                                       | Abgeordnetenhaus (Tokio 6)   |                            |
| Ministerium für Wohlfahrt                 | Hirose Hisatada bis 10. Februar 1945               | Herrenhaus                   |                            |
| Ministerium für Wohlfahrt                 | Aikawa Katsuroku bis 7. April 1945                 | –                            |                            |
| Staatsminister (ohne Geschäftsbereich)    | Machida Chūji                                      | Abgeordnetenhaus (Akita 1)   |                            |
| Staatsminister (ohne Geschäftsbereich)    | Ogata Taketora                                     | –                            |                            |
| Staatsminister (ohne Geschäftsbereich)    | Kodama Hideo 22. Juli 1944 bis 10. Februar 1945    |                              |                            |
| Staatsminister (ohne Geschäftsbereich)    | Kobayashi Seizō 19. Dezember 1944 bis 1. März 1945 | Herrenhaus                   |                            |
| Staatsminister (ohne Geschäftsbereich)    | Hirose Hisatada 10. bis 21. Februar 1945           |                              |                            |
| Staatsminister (ohne Geschäftsbereich)    | Ishiwata Sōtarō 21. Februar bis 7. April 1945      |                              |                            |
| 1.                                        |                                                    |                              |                            |

## Andere Positionen
| Amt                        | Name                                 |
| -------------------------- | ------------------------------------ |
| Chefkabinettssekretär      | Miura Kunio bis 19. Juli 1944        |
| Chefkabinettssekretär      | Tanaka Takeo bis 10. Februar 1945    |
| Chefkabinettssekretär      | Hirose Hisatada bis 21. Februar 1945 |
| Chefkabinettssekretär      | Ishiwata Sōtarō bis 7. April 1945    |
| Leiter des Legislativbüros | Miura Kunio                          |